# Córdova-Nunatak
Der Córdova-Nunatak ist ein 2269 m hoher und teilweise unvereister Nunatak vulkanischen Ursprungs im ostantarktischen Viktorialand. Er ragt 13,4 km nordnordöstlich des Mount Atlas als nördlicher Ausläufer der Gebirgsgruppe The Pleiades westlich des Kopfendes des Mariner-Gletschers auf.
Das Advisory Committee on Antarctic Names benannte ihn 2020 nach der US-amerikanischen Astrophysikerin France A. Córdova (* 1947), 14. Direktorin der National Science Foundation von 2014 bis 2020.